# 西莫尼夫 (戈夏區)
50°34′8″N 26°38′22″E / 50.56889°N 26.63944°E
西莫尼夫（烏克蘭語：Симонів），是烏克蘭西北部的村莊，隸屬里夫內州的里夫內區。該村始建於1545年，面積3.8平方公里，海拔高度186米，2001年人口1,776，人口密度每平方公里467人。